# Beirut
Beirut — американская музыкальная группа. Ранее под этим названием существовал соло-проект мультиинструменталиста и вокалиста Зака Кондона. Первое выступление группы с духовой секцией состоялось в Нью-Йорке в мае 2006 года на презентации первого альбома Gulag Orkestar.
Зак Кондон назвал группу в честь города Бейрут, столицы Ливана.

## История

### Ранние годы
Зак Кондон родился в Альбукерке, штат Нью-Мексико 13 февраля 1986 года. 
Вокалист Зак Кондон начал свои музыкальные эксперименты в возрасте 15 лет. До того, как он собрал вокруг себя группу единомышленников, которые и составляют коллектив Beirut, Зак попробовал себя в джазе, ду-вопе и электро-акустических экспериментах. В возрасте 16 лет он отправляется в путешествие по Европе, где знакомится с балканской брасс-музыкой и фольклором цыган. Характеризуя путешествия Кондона по миру, Артемий Троицкий назвал его «самым злостным интернационалистом» среди американских музыкантов. 

### Gulag Orkestar
В 2006 году Зак записывает со своим коллективом первый полноформатный студийный альбом Gulag Orkestar, который вышел на лейбле Ba Da Bing!. В записи также принимали участие Джереми Барнс и Хизер Трост из группы A Hawk and a Hacksaw. Альбом является смесью балканской народной музыки, современного инди-фолка и советской эстетики. Релиз повлек за собой волну положительной реакции как со стороны публики, так и со стороны музыкальных критиков. 

### The Flying Club Cup
В октябре 2007 года следует выпуск второго альбома The Flying Club Cup. На этом альбоме заметно смещение ориентиров музыканта от Балканского полуострова ко французской Бретани. Критики замечают влияние французского шансона на музыку альбома. 

### The Rip Tide
30 августа 2011 года, после насыщенного тура по Бразилии, группа выпустила свой третий студийный альбом The Rip Tide, который достиг 80-й строчки в американском чарте Billboard 200 и получил в основном благоприятные отзывы.

### No No No
Альбом No No No вышел в 2015 году. Альбом был записан в формате фортепианного трио всего за несколько недель, после того как Зак Кондон отказался от материала, над которым работал несколько лет. Духовые инструменты применяются, но скудно, что является отходом от стиля предыдущих альбомов. Среди тем и переживаний, который нашли отражение в альбоме, критики называют эмоциональный кризис Зака Кондона, связанный с его разводом, а также вызванное длительными гастролями истощение и госпитализация в Австралии

### Gallipoli
В 2019 году вышел клип на песню When I Die с альбома Gallipolli, в котором музыканты занимаются групповой психотерапией.

### Artifacts
При записи трека Fyodor Dormant использовался синтезатор Oberheim, ранее принадлежавший американскому композитору Мортону Суботнику.

### Hadsel
В августе 2023 года Зак Кондон объявил о скором выходе нового альбома Hadsel. Альбом вдохновлен путешествием Кондона на одноименный норвежский остров. Из-за проблем с горлом, Кондон был вынужден отменить свое турне в 2019 году и уединился на этом острове, чтобы восстановить ментальные и физические силы. Там он получил доступ к церковному органу и начал работу над альбомом. В записи альбома использовались необычные для исполнителя инструменты, включая баритоновый укулеле. Журнал TimeOut назвал Hadsel «самым унылым, неотразимым и обаятельным» альбомом 2023 года.

## Название группы
Группа Beirut получила своё название в честь столицы Ливана — города Бейрут. Зак Кондон, выбрал это название задолго до того, как посетил этот город. В интервью NPR в 2015 году Кондон назвал выбор такого названия странным. По его словам, Бейрут ассоциировался у него с хаосом, что частично объяснило выбор названия. По его словам, город его завораживал, как своими трудностями, так и своей красотой. Кондон также предположил, что название группы могло вызвать неоднозначную реакцию у самих жителей Ливана.

## Дискография

### Студийные альбомы
| Название            | Дата выхода           |
| ------------------- | --------------------- |
| Gulag Orkestar      | 9 мая 2006 года       |
| The Flying Club Cup | 9 октября 2007 года   |
| The Rip Tide        | 30 августа 2011 года  |
| No No No            | 11 сентября 2015 года |
| Gallipoli           | 1 февраля 2019 года   |
| Hadsel              | 10 ноября 2023 года   |
| A Study of Losses   | 2025 года             |

## Музыкальный стиль
Музыкальный стиль группы обычно определяют как инди-фолк, инди-рок, world music и инди-поп.